# Lituma dans les Andes

Lituma dans les Andes (titre original en espagnol : Lituma en los Andes) est un roman de l'écrivain péruvien Mario Vargas Llosa publié en 1993, et publié en France en 1996 sous une traduction d’Albert Bensoussan aux Editions Gallimard.
Ce roman, primé, d’environ 350 pages, se déroule au Pérou dans un petit campement minier de la région reculée de Junín (département), dans la zone géographique montagneuse de la Sierra centrale où les populations amérindiennes sont très présentes et influentes.
Le contexte est celui des années 1980, alors que des mouvements d’extrême gauche comme le Sentier lumineux ou le Mouvement révolutionnaire Túpac Amaru (MRTA) menaient des actions violentes dans le pays, parfois avec le concours et en support de certaines populations amérindiennes, malgré la présence des forces de l'ordre péruviennes.
Le roman met en scène de nombreux personnages aux intrigues parfois entrecroisées. L’un des principaux est le brigadier Lituma, chef d’un tout petit poste andin de la Garde Civile (rebaptisée depuis Police Nationale du Pérou – PNP), lequel est présent également (avec des grades divers) dans plusieurs autres romans de Mario Vargas Llosa (dont ‘’La maison verte’’, ‘‘Qui a tué Palomino Molero’’, Le héros discret’’, ainsi que la pièce de théâtre ‘’La Chunga’’).

## Résumé
Lituma, brigadier de la Guardia Civil originaire de la région côtière de Piura, nord-ouest du Pérou, reçoit une affectation ingrate, au petit campement minier de Naccos, dans la région de Junín (département), dans la zone montagneuse andine de la Sierra centrale, qui dépend de la capitale régionale de Huancayo. Il est secondé dans ce poste par le jeune garde Tomás Carreño, surnommé ‘Tomasito’ ou Carreñito’, originaire de Sicuani, dans la région montagneuse de Cuzco. 
Lituma et son adjoint font face à trois disparitions de personnes sur le campement de Naccos où travaillent des ouvriers (‘peons’) sur un chantier de construction routier. Leur enquête leur fait découvrir différents phénomènes politiques (les actions de groupes terroristes tels que le Sentier lumineux) et culturels (les croyances des populations andines amérindiennes), que certains ouvriers craignent ou croient, ainsi que les tenanciers truculents du bar local, Dioniso et sa femme Adriana, qui animent la vie sociale du campement.
Ce faisant le livre retrace le passé mouvementé et parfois dramatique de certains personnages dans cette région andine, y compris des évènements d’une grande violence et cruauté que les forces de l’ordre péruviennes avaient à l’époque beaucoup de mal à prévenir et contrecarrer.
Parallèlement, certains soirs ou nuits, Lituma oublie ses préoccupations professionnelles en écoutant et commentant son adjoint ‘Tomasito’ lui raconter ses aventures amoureuses mouvementées avec une femme originaire de Piura, Mercedes, qu'il espère retrouver et epouser. 
Le livre expose ainsi avec une grande richesse de style et vocabulaire différentes facettes des sociétés péruviennes de cette époque des années 80, créoles, métis et amérindiennes, leurs difficultés de communication et les croyances et actes parfois très violents auxquels elles se livrent parfois ou dont elles sont victimes.

## Prix et reconnaissance
- 1993 : Prix Planeta
- Lituma dans les Andes est cité parmi « Les cent meilleurs romans en espagnol du XXe siècle » sélectionnés en janvier 2001 par El Mundo (elmundolibro.com)[1].

## Éditions
- Édition originale : Lituma en los Andes, 1993.
- Édition française : Lituma dans les Andes, trad. Albert Bensoussan, Gallimard, 1996.